# Eilema natava
Eilema natava là một loài bướm đêm thuộc phân họ Arctiinae, họ Erebidae.